# Heliophobus texturata
Heliophobus texturata là một loài bướm đêm trong họ Noctuidae.